# Kazumi Shimizu
Kazumi Shimizu (清水一美?, Shimizu Kazumi; Tokyo, 20 dicembre 1962) è un'ex cestista giapponese.

## Carriera
Con il Giappone ha disputato i Campionati del mondo del 1983.